# Кагул
Кагул е музикален перкусионен инструмент от групата на дървените идиофони. Има филипински произход.
Кагулът представлява дървена тръба, назъбена от едната страна и с процеп от другата.
Звукоизвличането става с търкане по назъбената част с дървена палка.
Подобен на него е инструментът гуиро.